# 崔文仲
崔文仲（？—486年），清河郡東武城縣（今河北省衡水市故城縣）人。南朝宋及南齊官員。與南齊青冀二州刺史崔祖思同宗。

## 生平
崔文仲初任冀州從事，後轉為徐州刺史薛安都的平北主簿。泰始二年（466年），薛安都在內的淮北諸州皆拒絕承認宋明帝的帝位，而支持劉子勛政權，惟同年八月劉子勛政權為明帝所滅，薛安都聞知後向明帝投降，但明帝故意派沈攸之及張永以重兵迎降以作示威，逼令薛安都懼禍而轉投北魏，最終北魏軍成功接收淮北諸鎮並擊敗宋軍。崔文仲面對此情形仍排除萬難逃回南方。元徽二年（474年），江州刺史桂陽王劉休範領兵進攻建康，崔文仲隨蕭道成到新亭禦敵，並歸事道成，事平後授游擊將軍。昇明元年（477年），荊州刺史沈攸之起兵反對蕭道成專權，司徒袁粲等人在建康響應，蕭道成兒子蕭嶷其時駐鎮東府，崔文仲助其守衞，終道成亦將起事眾人消滅。昇明三年（479年），後被蕭道成排擠至任宣城太守的明帝寵臣楊運長棄官還家，道成就派文仲殺害運長。
建元元年（479年），道成篡宋建齊，崔文仲外任徐州刺史，封建陽縣子。建元二年（480年），時值北魏軍進攻垣崇祖守戍的壽春，崔文仲領兵擊破進攻鍾離的北魏別軍，又派軍主崔孝伯領兵北渡淮河攻陷茬眉戍，殺戍主龍得侯、魏陽平太守郭杜羝、館陶令張德、濮陽令王明等人，捷報傳到建康時蕭道成認為這是抵銷其時北魏攻殺馬頭太守劉順之敗。隨後崔文仲再分別派軍主陳靖及崔延叔進攻竹邑戍及淮陽郡，殺了竹邑戍主白仲都及淮陽太守梁惡。而文仲在徐州的作風令當地人都很害怕。後調回朝任黃門郎，領越騎校尉，並改封為隨縣子。永明元年（483年）改任太子左率。後又至征虜將軍、冠軍司馬、汝陰太守。永明四年（486年）去世，贈後將軍，徐州刺史。諡襄子。